# Mary Blair
Mary Blair (McAlester, Oklahoma, 21 de octubre de 1911-Soquel, California, 26 de julio de 1978) fue una artista estadounidense destacada por el trabajo que realizó para The Walt Disney Company. Blair produjo los impresionantes conceptos artísticos de películas como Alicia en el país de las maravillas, Peter Pan, Canción del sur y La Cenicienta. Blair también creó diseños para personajes de varias atracciones de los parques de Disney como It's a Small World (Es un mundo pequeño), la escena de fiesta en El Río del Tiempo en el pabellón de México en el World Showcase de Epcot, y en un enorme mosaico en el interior del Contemporary Resort de Disney. Varios de sus libros ilustrados para niños de la década de 1950 siguen siendo editados, como I can fly (Puedo volar), por Ruth Krauss. Blair fue honrada como una leyenda de Disney en 1991.

## Primeros años de vida
Nacida el 21 de octubre de 1911 en McAlester, Oklahoma, Mary Robinson Browne se mudó a Texas cuando todavía era una niña pequeña, y más tarde a California cuando tenía alrededor de 7 años. Habiéndose graduado en San José State College, Mary ganó una beca para el prestigioso Instituto de Arte Chouinard en Los Ángeles, donde enseñaban los profesores Pruett Carter, Morgan Russell y Murphy Lawrence. En 1934 se casó con otro artista, Lee Everett Blair (1 de octubre de 1911 – 19 de abril de 1993), hermanastro del animador Preston Blair (1918-94).

## Carrera
Mary y Lee Blair pronto comenzaron a trabajar en la industria de la animación, uniéndose a los estudios Ub Iwerks. Lee comenzó a trabajar en los estudios de Harman-Ising, en última instancia, antes de unirse al estudio de Walt Disney, donde fue acompañado por su esposa en 1940. Mary Blair trabajó brevemente en el arte de Dumbo, una primera versión de La dama y el vagabundo, y una segunda versión de Fantasía que no fue publicada hasta finales de la década de 1990.
Después de dejar el estudio por un corto tiempo en 1941, Mary viajó a varios países de Sudamérica con Walt Disney y Lillian y otros artistas en un viaje de investigación, como parte de la política del presidente Franklin D. Roosevelt sobre la política de buena vecindad. Durante esos viajes, Mary y Lee trabajaron en el arte conceptual de los largometrajes de animación Saludos amigos y Los tres caballeros, con Mary acreditada como supervisora de arte en las películas.
Después de eso, trabajó en varias antologías de películas, entre ellas la diversión y fantasía libre, y en dos funciones parcialmente animadas - Canción del Sur y tan caro a mi corazón. La década de 1950 fueron una época agitada para los estudios Disney, con una película de animación lanzado casi todos los años. Mary Blair fue acreditado con un estilo de color en La Cenicienta (1950), Alicia en el país de las maravillas (1951) y Peter Pan (1953), y la influencia artística de su concepto de arte se hace sentir en esas películas, así como en varios cortometrajes de animación que diseñó durante ese período.
Tras la finalización de Peter Pan, Mary renunció a Disney y trabajó como diseñadora gráfica e ilustradora, la creación de campañas publicitarias para empresas como Nabisco, Pepsodent, Maxwell House, Beatrice Foods, entre otros. También ilustró varios libros de Oro a la editorial Simon & Schuster, algunos de los cuales permanecen en impresión hoy en día, y diseñó decorados de Navidad y de Pascua para Radio City Music Hall.
A petición de Walt Disney, que respetaba su sentido innato de estilo de color, Mary comenzó a trabajar en la atracción es un mundo pequeño. La atracción principal era originalmente un pabellón de Pepsi-Cola patrocinado por beneficio de UNICEF en La Feria Mundial de 1964 en Nueva York, que se trasladó a Disneyland después de la feria cerrada y se repitió más tarde en el Magic Kingdom en Walt Disney World Resort, así como Tokyo Disneyland, Disneyland Paris y Hong Kong Disneyland.
En 1967, Mary creó el arte mural en el Paseo de Tomorrowland. Dos murales de azulejos similares flanqueaban el corredor de entrada. El de la aventura a través del espacio interior fue cubierto en 1987 con la apertura de Star Tours, mientras que el otro se mantuvo hasta 1998, cuando el Circle-Vision 360 fue sustituido por barras de cohetes y un nuevo mural para transmitir el nuevo tema de la zona. En 1968, Blair fue acreditada como diseñadora de color en la versión cinematográfica de cómo tener éxito en negocio sin realmente intentar.
Su diseño de 90 pies de altura (27m) permanece como mural en un punto focal del hotel Contemporary Resort de Disney en Walt Disney World Resort, que se completó con la apertura del complejo en 1971.
Mary Blair murió el 26 de julio de 1978 a causa de una hemorragia cerebral.

## Legado
Mientras que su arte fuera de Disney es poco conocido, su audaz e innovador diseño de color todavía sirve como una inspiración para muchos de los diseñadores contemporáneos y animadores de hoy.

## Premios
En 1991, Mary fue reconocida con el premio póstumo Leyenda Disney. También póstumamente, recibió el premio Winsor McCay de ASIFA-Hollywood en 1996.

## Filmografía
- 1942: Saludos amigos
  - El lago Titicaca, estrenada en 1955 como cortometraje
- 1944: Los tres caballeros
- 1946: Música maestro
- 1946: Canción del sur
- 1948: Tiempo de melodía / Ritmo y melodía
  - Juventud enamorada, estrenada en 1954 como cortometraje
- 1948: Danny / Dentro de mi corazón
- 1949: La Leyenda de Sleepy Hollow y el Sr. Sapo
- 1950: La Cenicienta
- 1951: Alicia en el país de las maravillas
- 1953: Peter Pan
- 1962: A Symposium on Popular Songs
- 1967: Cómo triunfar sin dar golpe / Como triunfar en los negocios sin realmente tratarlo